# Cutremurul din 2004 (România)
Cutremurul din 2004 din zona Vrancea a fost un cutremur cu magnitudinea de 6 grade pe scara Richter. El s-a produs pe 27 octombrie 2004, la ora locală 23:34; epicentrul acestui cutremur a fost localizat în apropierea celui din martie 1977, în partea de nord-est a Munților Vrancei. Adâncimea focarului a fost calculată ca fiind de 98–105 km. Cutremurul a fost resimțit în zona epicentrală cu intensitatea de VI–VII grade pe scara Mercalli, iar la București cu intensitatea de VI grade pe scara Mercalli. Cutremurul nu a fost urmat de replici notabile, dar a indus activități seismice de tip crustal în zona Râmnicu Sărat. A fost cel mai important cutremur produs în Vrancea după 1990, dar nu a provocat pagube materiale importante, și nici victime omenești în România, deși a fost resimțit pe o arie destul de largă, cuprinzând cea mai mare parte a teritoriului țării, estul Bulgariei, mare parte din Republica Moldova, chiar și în Turcia la Istanbul.

## Efecte
Cutremurul a fost resimțit fără a fi înregistrate pagube materiale însemnate. Avarii mici au fost raportate în mai multe județe.
În Constanța, la secția de Obstetrică-Ginecologie a Spitalului Județean, într-un salon, s-a desprins din tavan o bucată mare de tencuială și s-a prăbușit peste un pat. Salonul era gol, astfel că nimeni nu a fost rănit. În localitățile Valu lui Traian și Basarabi au fost semnalate întreruperi temporare de alimentare cu energie electrică. De asemenea, o perioadă bună de timp, telefonia mobilă a fost întreruptă. În rest, populația a semnalat producerea de mici fisuri în ziduri, în special ale imobilelor vechi.